# Pacific Station
Pacific Station  è una serie televisiva statunitense in 13 episodi, di cui 10 trasmessi per la prima volta nel corso di una sola stagione dal 1991 al 1992 (gli ultimi tre non furono più trasmessi perché fu cancellata).
È una sitcom incentrata sulle vicende del detective Bob Ballard (Robert Guillaume), un poliziotto veterano assegnato alla Pacific Station di Venice, in California, caratterizzata da ufficiali eccentrici e incompetenti. Ancora più eccentrici sono i sospetti che gli ufficiali della Pacific arrestano o portano in stazione, molti provenienti dalla vicina Venice Beach.

## Personaggi e interpreti
- Detective Bob Ballard (13 episodi, 1991-1992), interpretato da	Robert Guillaume.
- Detective Richard Capparelli (13 episodi, 1991-1992), interpretato da	Richard Libertini.
- Dep. Commissioner Hank Bishop (13 episodi, 1991-1992), interpretato da	John Hancock.
- Capitano Ken Epstein (13 episodi, 1991-1992), interpretato da	Joel Murray.
- Detective Al Burkhardt (13 episodi, 1991-1992), interpretato da	Ron Leibman.
- Detective Sandy Calloway (5 episodi, 1991-1992), interpretata da	Megan Gallagher.

## Produzione
La serie fu prodotta da Touchstone Television. Tra i registi della serie sono accreditati James Burrows in 1 episodio (1991) e Gary Brown. Pam Grier appare in un cameo.

## Distribuzione
La serie fu trasmessa negli Stati Uniti dal 15 settembre 1991 al 3 gennaio 1992 sulla rete televisiva NBC. Venne prima messa in pausa nel mese di ottobre del  1991. Rimandata in onda di nuovo a dicembre, non andò meglio e fu definitivamente cancellata nel mese di gennaio del 1992. In Italia è stata trasmessa con il titolo Pacific Station.
Alcune delle uscite internazionali sono state:
- negli Stati Uniti il 15 settembre 1991 (Pacific Station)
- in Germania (Knall Cops)
- in Italia (Pacific Station)

## Episodi
| Stagione       | Episodi | Prima TV USA |
| -------------- | ------- | ------------ |
| Prima stagione | 13      | 1991-1992    |